# Liste der Einträge im National Register of Historic Places im Crockett County (Texas)
Die Liste der Registered Historic Places im Crockett County führt alle Bauwerke und historischen Stätten im texanischen Crockett County auf, die in das National Register of Historic Places aufgenommen wurden.

## Aktuelle Einträge
| Lfd. Nr. | Name im NRHP                           | Bild | Datum der Eintragung | Adresse/Lage                                                                   | Ort       | NRHP-ID  | Beschreibung |
| -------- | -------------------------------------- | ---- | -------------------- | ------------------------------------------------------------------------------ | --------- | -------- | ------------ |
| 1        | Camp Melvin Site                       |      | 15. Nov. 1978        | Zum Schutz der historischen Stätte wird die Adresse/Lage nicht bekanntgegeben. | Iraan     | 78002909 |              |
| 2        | Crockett County Courthouse             |      | 27. Dez. 1974        | 907 Ave. D                                                                     | Ozona     | 74002066 |              |
| 3        | Fort Lancaster                         |      | 11. März 1971        | 10 Meilen östlich von Sheffield am US Highway 290                              | Sheffield | 71000928 |              |
| 4        | Harris Ranch Petroglyph Site 41 CX 110 |      | 5. Mai 1978          | Zum Schutz der historischen Stätte wird die Adresse/Lage nicht bekanntgegeben. | Iraan     | 78002908 |              |
| 5        | Ira and Wilma Carson House             |      | 26. Sep. 2002        | 1103 Avenue C                                                                  | Ozona     | 02001062 |              |
| 6        | Live Oak Creek Archeological District  |      | 2. Apr. 1976         | Zum Schutz der historischen Stätte wird die Adresse/Lage nicht bekanntgegeben. | Sheffield | 76002018 |              |
| 7        | Turkey Roost Petroglyph Site           |      | 19. Okt. 1978        | Zum Schutz der historischen Stätte wird die Adresse/Lage nicht bekanntgegeben. | Ozona     | 78002910 |              |